# محطة توليد الكهرباء بالطاقة الشمسية والغاز في عين بني مطهر
محطة توليد الكهرباء بالطاقة الشمسية والغاز في عين بني مطهر هي محطة توليد طاقة تعتمد على تقنية الطاقة الشمسية بالدائرة المشتركة والتي توجد في كوميون عين بني مطهر، في مقاطعة جرادة،إقليم الجهة الشرقية،المغرب.
مساحة المحطة والتي تمتد على 160 هكتار (395 فدان)،تتميز بوجود حقل كبير للتوليد بالطاقة الشمسية، يغطي مساحة 88 هكتار (217 فدان).الطاقة الكلية للمحطة هي 472 ميغاواط، 20 ميغاواط منها تولد من قبل الطاقة الشمسية، وتعطي إنتاج طاقة بمعدل سنوي يقدر 3,538 جيغا واط ساعي.تستخدم المحطة الغاز الطبيعي كوقود.تُوصل بأنبوب طوله 12.6 كم إلى خد الأنالبيب الأوروبي _ المغربي (GME).
بكلفة تقدر ب4.6 بليون درهم مغربي (554$ مليون دولار) ،أسس المشروع من قبل البنك الإفريقي للتنمية ، معهد الائتمان الرسمي (Instituto de Crédito Oficial [الإسبانية])، المركز العالمي للبيئة (Global_Environment_Facility) جمعوا $43.2 مليون دولار، وأكمل باقي التكلفة المكتب الوطني للكهرباء (L'Office National de l'Électricité (ONE) [الفرنسية]).
بدأ المشروع في 28 مارس 2008 وأصبح جاهزاً في عام 2011.
تحتوي المحطة على عنفتين غازيتين بقدرة 150.28 ميغاواط من شركة ألستوم نوع جي تي13إي التي تعمل على الغاز الطبيعي، وعنفة بخارية بقدرة 172 ميغاواط من شركة ألستوم نوع DKYZ2-1N41B، حقل لجمع الطاقة الشمسية على شكل حوض قطع مكافئ بحجم 83,200 متر2 (1,972,000 قدم مربع)، محول للطاقة الحرارية ومحولان استعادة للطاقة الحرارية (مرجل استعادة) واحد لكل عنفة غازية.يعيد مرجل الاستعادة الطاقة الحرارية الضائعة من العنفة الغازية.